# Gemäldegalerie (Dachau)
De Gemäldegalerie (schilderijengalerij) van Dachau is gevestigd in de oude binnenstad. Ze werd opgericht in 1905 en herbergt ongeveer 220 schilderijen van landschapsschilders uit de 19e en 20e eeuw, die zich door het onderwerp van het Dachauer moeras aangetrokken voelden en zich in het omliggende gebied vestigden. Daaronder waren onder meer de kunstenaars Johann Georg von Dillis, Hermann Stockmann, Ludwig Dill, Paula Wimmer, Maria Langer-Schöller, Anna Klein, Carl Spitzweg, Adolf Hölzel, Hans von Hayek en Robert von Haug.
Op de tweede verdieping van het museum worden regelmatig speciale tentoonstellingen gehouden.